# Ambassade van IJsland in India
De ambassade van IJsland in India is gevestigd in de diplomatieke wijk Chanakyapuri van New Delhi. De ambassade vertegenwoordigt IJsland ook in Nepal en Sri Lanka.

## Geschiedenis
De bilaterale betrekkingen tussen IJsland en India werden op 11 mei 1972 geformaliseerd. Op 20 november 1976 werd Pétur Thorsteinsson als eerste ambassadeur benoemd, die deze functie vanuit het ministerie van Buitenlandse Zaken in Reykjavik vervulde. Eerder dat jaar was per presidentieel decreet besloten om ambassadeurs te benoemen voor "verre landen" met standplaats Reykjavík.
Vanaf 1996 was de ambassade in Londen verantwoordelijk voor de IJslandse vertegenwoordiging in India, tot op 26 februari 2006 de IJslandse ambassade in New Delhi opende. In eerste instantie vielen ook Bangladesh, Indonesië, Maleisië, de Malediven, Mauritius, Nepal, de Seychellen en Singapore onder gebied van de ambassade. In 2010 kwam daar Zuid-Afrika bij, toen de ambassade in Pretoria gesloten werd vanwege bezuinigingen naar aanleiding van de IJslandse bankencrisis. In 2020 was het dekkingsgebied gereduceerd tot India, Nepal en Sri Lanka.

## Missie
De missie in New Delhi vertegenwoordigt IJsland in India, Nepal en Sri Lanka, waarbij de ambassadeur in deze landen is geaccrediteerd. Er zijn in het dekkingsgebied vier honorair consuls benoemd in de Indiase steden Chennai, Calcutta en Mumbai en in de Sri Lankese stad Colombo.

## Ambassadeurs
De volgende diplomaten waren geaccrediteerd ambassadeur voor IJsland naar India. De relatie werd tot en met de opening van de ambassade op 26 februari 2006 op afstand onderhouden vanuit het IJslandse ministerie van Buitenlandse Zaken in Reykjavik en later vanuit Londen. Sinds 2006 is er een residerend ambassadeur in New Delhi.
| #                                                             | Naam                                    | Aanstelling                             | Einde missie                            | Bron                                    |
| Zaakgelastigde ambassadeur in Reykjavik                       | Zaakgelastigde ambassadeur in Reykjavik | Zaakgelastigde ambassadeur in Reykjavik | Zaakgelastigde ambassadeur in Reykjavik | Zaakgelastigde ambassadeur in Reykjavik |
| ------------------------------------------------------------- | --------------------------------------- | --------------------------------------- | --------------------------------------- | --------------------------------------- |
| 1                                                             | Pétur Thorsteinsson                     | 20 november 1976                        | 9 februari 1984                         |                                         |
| 2                                                             | Sigurður Bjarnason                      | 9 februari 1984                         | 31 december 1985                        |                                         |
| 3                                                             | Hannes Jónsson                          | 6 oktober 1987                          | 31 oktober 1989                         |                                         |
| Zaakgelastigde ambassadeur in Londen                          |                                         |                                         |                                         |                                         |
| 4                                                             | Benedikt Ásgeirsson                     | 5 februari 1997                         | 11 februari 2000                        |                                         |
| 5                                                             | Þorsteinn Pálsson                       | 11 februari 2000                        | 23 februari 2004                        |                                         |
| 6                                                             | Sverrir H. Gunnlaugsson                 | 23 februari 2004                        | 5 april 2006                            |                                         |
| Ambassadeur in India                                          |                                         |                                         |                                         |                                         |
| 7                                                             | Sturla Sigurjónsson                     | 5 april 2006                            | 18 januari 2007                         |                                         |
| 8                                                             | Gunnar Pálsson                          | 18 januari 2007                         | 11 november 2009                        |                                         |
| 9                                                             | Guðmundur Eiríksson                     | 11 november 2009                        | 1 september 2014                        | [ 9 ] [ 10 ]                            |
| 10                                                            | Þórir Ibsen                             | 25 september 2014                       | 1 september 2018                        | [ 10 ] [ 11 ]                           |
| 11                                                            | Guðmundur Árni Stefánsson               | 21 september 2018                       | 1 juni 2020                             | [ 12 ] [ 13 ] [ 14 ]                    |
| 12                                                            | Guðni Bragason                          | 22 september 2021                       | 1 augustus 2024                         | [ 15 ]                                  |
| 12                                                            | Benedikt Höskuldsson                    | 1 augustus 2024                         |                                         | [ 16 ]                                  |
| Bron tot en met maart 2016. Lijst bijgewerkt in januari 2025. |                                         |                                         |                                         |                                         |